# Afrikas dronning
Afrikas dronning (originaltitel The African Queen) er en film fra 1951, instrueret af amerikaneren John Huston. Filmen blev produceret af det britiske filmselskab Horizon Pictures.
Humphrey Bogart spiller her en lurvet kaptajn, Charlie Allnutt, der hjælper sin diametrale modsætning, den kyske missionær Rose Sayermed, (spillet af Katharine Hepburn) med at flygte fra tyskerne under 1. verdenskrig gennem floder og vandløb i dampbåden Afrikas Dronning. Det bliver en rejse, hvor de kæmper mod naturens prøvelser, tyskerne og hinanden. Begge hovedrolleindehavere modtog hver en Oscar for deres præstation. Robert Morley og Peter Bull medvirker også i filmen.

## Bogen
Filmen bygger på en bog fra 1935, The Africa Queen, af den engelske forfatter C.S. Forester. Bogen blev oversat til dansk i 1952 af Cai Schaffalitzky de Muckadell, året efter at filmen havde haft sin store succes. Filmen og bogen følger samme handling, men bogen beskriver mere indgående det psykologiske spil mellem de to helt forskellige personer og bogen sætter handlingen ind i en større politisk sammenhæng, end det har været muligt i filmen, når to mennesker fanges i verdenskrigens ubønhørlighed.

## Ekstern henvisning
- Wikimedia Commons har flere filer relateret til Afrikas dronning
- Afrikas dronning på Internet Movie Database (engelsk)
- Afrikas dronning på Filmdatabasen
- Afrikas dronning på Scope
- Afrikas dronning i Svensk Filmdatabas (svensk)
- Afrikas dronning på AlloCiné (fransk)
- Afrikas dronning på MovieMeter (nederlandsk)
- Afrikas dronning på AllMovie (engelsk)
- Afrikas dronning hos American Film Institute (engelsk)
- Afrikas dronnings profil hos Encyclopædia Britannica Online (engelsk)
- Afrikas dronning på Turner Classic Movies (engelsk)